# Pontife
Le terme pontife, du latin pontifex, étymologiquement « qui fait le pont (sacré) », est utilisé dans la Rome antique pour désigner les membres de l'un des quatre collèges sacerdotaux de la religion romaine, le collège pontifical. Ce titre désigne actuellement, par extension, une personne revêtue d’un ministère sacré, le ministre d’une religion.
Le pontificat désigne la dignité de pontife ou le temps pendant lequel un pontife a exercé son autorité.

## Dans la religion romaine

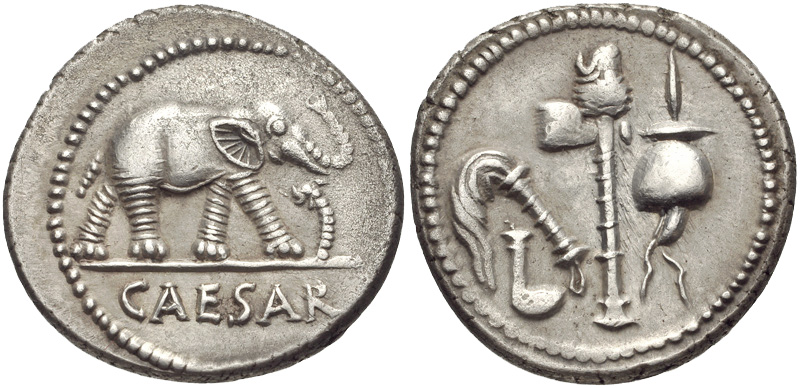
Denier de César, au revers les attributs du pontifex maximus : simpulum, aspergillum, securis, et apex. Crawford 443/1; CRI 9; Sydenham 1006; RSC 49

À Rome, les pontifes sont chargés de l'entretien du pont sacré (pont Sublicius) et de surveiller la bonne observance des pratiques religieuses. La charge de pontife est exercée à vie, le recrutement se faisant par cooptation. Cette fonction a varié selon les époques. À l'origine ils jouent le rôle de jurisconsulte, c'est-à-dire qu'ils interprètent les lois existantes en s'aidant des augures pour les problèmes difficiles. Ils créent ainsi la première jurisprudence et écrivent les grands traités et recueils de lois. À partir du IIe siècle la laïcisation du droit s'accompagne de l'ouverture de la fonction de jurisconsulte aux plébéiens. Cette compétence n'est donc plus dévolue aux pontifes. Ils s'occupent aussi des temples ne disposant pas de clergé propre. De plus ils tiennent les archives, ils consignent les faits notables dans les Grandes Annales, ainsi que diverses choses comme les cultes, les précédents en matière de droit. Les Grandes Annales sont tenues secrètes pendant longtemps jusqu'à ce que le grand pontife Mucius Scaevola les rende publiques en 123 av. J.-C.
Recrutés à l'origine exclusivement chez les patriciens, la Lex Ogulnia en 300 av. J.-C. autorise l'accession à cette charge aux plébéiens.
À la tête du collège pontifical, leur chef, le grand Pontife (pontifex maximus) porte le titre le plus élevé de la religion romaine et surveille les activités des autres pontifes.
Sur les monnaies, les pontifes se reconnaissent aux insignes suivants, placés à leurs côtés : le simpulum, la securis, l'apex, et une sorte de goupillon que les écrivains chrétiens appellent aspergillum, et qui servait à jeter l'eau bénite ; l'ancien nom latin de cet instrument du culte ne nous est pas parvenu.

## Dans la religion Sol Invictus
Créé sous Aurélien et nommé pontifices Solis, le collège des prêtres de la religion Sol Invictus sert dans un temple dédié au Soleil, situé au Champ de Mars et orné du butin rapporté de Palmyre.

## Dans la religion catholique
Le titre de Pontifex maximus est réservé au pape - également appelé Souverain pontife (Summus pontifex : pontife suprême) ou Pontife romain (Pontifex romanus) - évêque de Rome, héritier du pouvoir des empereurs romains.
De façon plus générale, le terme pontife est utilisé  pour tous les évêques, notamment dans la liturgie (e.g. l'office du commun des confesseurs pontifes), et pour ce qui se rapporte à la dignité épiscopale. On parle ainsi d'ornements pontificaux, de messe pontificale, etc.

## Emploi à propos d'autres religions
Le terme pontife a pris le sens de « grand-prêtre » chez les spécialistes de la religion juive.
Il a été également employé par des sinologues et tibétologues pour désigner le dalaï-lama (premier pontife tibétain) et/ou le panchen lama (second pontife tibétain), les deux plus hautes figures du bouddhisme tibétain,. L'orientaliste français Léon Feer, en 1866, parle à cet égard de « double pontificat ».
Le qualificatif pontife tibétain se retrouve encore parfois employé aujourd'hui pour qualifier le dalaï-lama ainsi que le panchen lama,.

## Évolution de l'usage
Le terme de pontife était initialement utilisé simplement pour désigner les chefs ou les hauts prêtres de toute religion ; ainsi les écrivains du XVIe au XVIIIe siècle se référaient également aux pontifes chrétiens (évêques), musulmans (califes) et hindous (swâmi).
Progressivement, cependant, le terme a été associé aux seules autorités religieuses des Églises chrétiennes – les  papes et les patriarches. Il était souvent modifié par un adjectif - par exemple, le « Pontife Copte » , le « souverain Pontife » ou le « Pontife romain » – pour les distinguer des différents Évêques .
Désormais, ces deux appellations sont communément utilisées pour désigner les papes,.